# George Brettingham Sowerby II
Pour les articles homonymes, voir Sowerby.
George Brettingham Sowerby II, né le 25 mars 1812 à Lambeth et mort le 26 juillet 1884, est un illustrateur, un naturaliste et un conchyliologiste britannique.

## Biographie
Avec son père, George Brettingham Sowerby I (1788-1854), il publie Thesaurus Conchyliorum et d'autres travaux illustrés consacrés aux mollusques.